# مسجد التنعيم

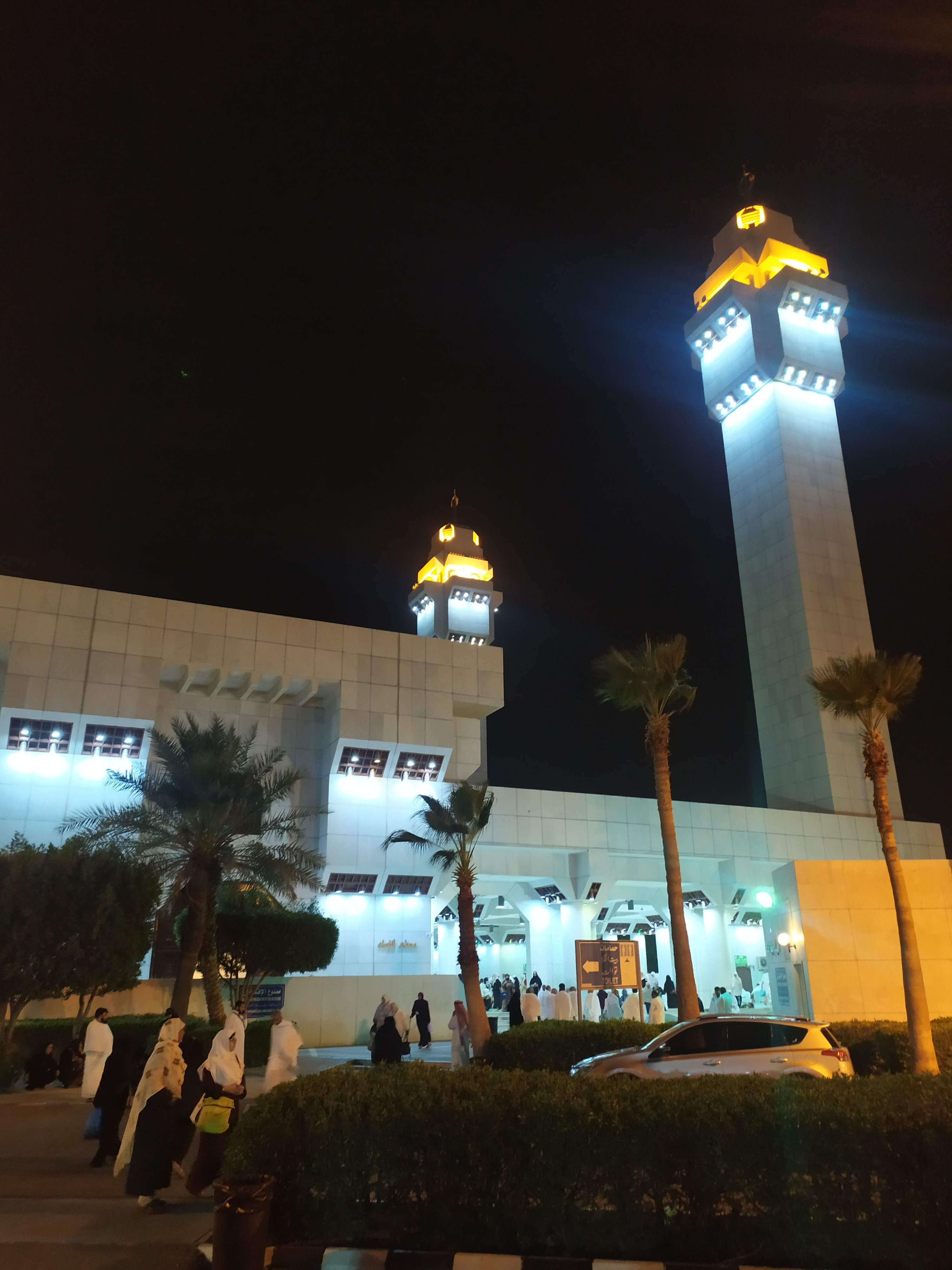
مسجد عائشة،التنعيم في مكة المكرمة،ليلاً

مسجد التنعيم أو مسجد السيدة عائشة أحد مساجد مكة المكرمة، يقع في الجزء الغربي من مكة المكرمة على مسافة 7 كم عن الحرم المكي الشريف، ومنه يحرم أهالي مكة العمرة. اكتسب شهرته من كونه بُني في الموضع الذي أحرمت منه أم المؤمنين عائشة بنت أبي بكر بالعمرة في حجة الوداع سنة 9 للهجرة.

## التسمية
تذكر بعض الروايات أن سبب تسميته بهذا الاسم لوقوعه بين جبلين أيمنها نعم، وأيسرها نعيم. ويذكر أيضاً أن الرسول صلى الله عليه وسلم؛ قد أمر السيدة عائشة رضي الله عنها بالخروج له للإحرام بالعمرة في حجة الوداع، لذلك سُمي المسجد باسمها.

## الوصف
بني عند الموقع الذي ذكرت الروايات أن  عائشة رضي الله عنها  اعتمرت منه بعد حجة الوداع مع أخيها عبد الرحمن لأنها لم تتمكن من أداء العمرة في القدوم، ففي صحيح مسلم عن عائشة رضي الله عنها قالت: "خرجنا مع رسول الله صلى الله عليه وسلم عام حجة الوداع فأهللنا بعمرة ثم قال رسول الله صلى الله عليه وسلم من كان معه هدي فليهلل بالحج مع العمرة ثم لا يحل حتى يحل منهما جميعاً ، قالت: فقدمت مكة وأنا حائض ولم أطف بالبيت ولا بين الصفا والمروة فشكوت ذلك لرسول الله صلى الله عليه وسلم فقال: انقضي رأسك وامتشطي  وأهلي بالحج ودعي العمرة فقالت ففعلت فلما قضينا الحج أرسلني رسول الله صلى الله عليه وسلم إلى التنعيم فاعتمرت فقال: هذا مكان عمرتك".

### البناء
بُني المسجد في عهد الخليفة المتوكل في عام 240هـ على مساحة 6 آلاف متر مربع، وتهدمت لاحقا معظم أجزائه ثم أُعيد بناؤه وتوسعة مساحته حتى أصبحت مساحته الإجمالية 84 ألف متر تشمل المرافق التابعة له.

### حدود المسجد
- أحد حدود الحرم الستة، والتي تحيط به كحزام أمن من جميع الجهات؛ ففي الشمال الغربي تنتهي حدود الحرم عند التنعيم.
- في الشمال تنتهي حدوده عند الجعرانة على مسافة ثلاثة عشر ميلاً.
- في الشرق على بعد اثنى عشر ميلاً تنتهي حدوده بالقرب من عرفات
- في الجنوب تصل حدوده إلى أضأة لبن على نحو اثني ميلاً
- في الغرب على بعد ثلاثة وعشرين كم من المسجد الحرام توجد حدوده بالقرب من الحديبية.[2]

## تاريخ
- اِشتهر المسجد باسم السيدة عائشة رضي الله عنها وذلك لإحرامها من الموضع الذي بُني فيه المسجد في حجة الوداع سنة 9 للهجرة.
- ارتبط المكان بمقتل خبيب بن عدي أحد المسلمين الستة الذين أرسلهم الرسول صلى الله عليه وسلم في السنة الثالثة من الهجرة إجابةً لطلب رهط من هذيل لتعليمهم أمور الإسلام وقراءة القرآن، وقد كان حادث مقتله بعد معركة أحد وقريش لم تزل غاضبة؛ فخرجت قريش بخبيب بعد أسره؛ فنظر إليه قائلاً:" اللهم أحصهم عددا، واقتلهم مددا، ولا تغادر منهم أحدا"، ثم قُتل رضوان الله عليه.
- في ليلة الاسراء والمعراج في شهر رجب من سنة أربع وستين للهجرة خرج عبد الله بن الزبير مع أهل مكة إلى التنعيم؛ فأحرموا بقصد العمرة بعد أن أتم بناء الكعبة المشرفة.[6]

## وصلات خارجية
- مسجد التنعيم معلم إسلامي يقصده المعتمرون في مكة.
- مسجد التنعيم في مكة.. شاهد على التاريخ الإسلامي.